# Vetrina (ceramica)
Nella produzione ceramica la vetrina è un rivestimento vitreo trasparente applicato sul corpo ceramico prodotto. Il materiale ceramico che ne viene rivestito prende il nome di "invetriato". La vetrina possiede funzioni impermeabilizzanti, decorative e protettive. 
In pratica è un ulteriore strato trasparente applicato al prodotto in ceramica che serve a proteggerlo ed abbellirlo senza alterare gli eventuali disegni e la colorazione sottostante.
La vetrina si applica di norma sul corpo ceramico già sottoposto a cottura (biscotto) prima della ricottura.
Si distingue da un'altra tipologia di rivestimenti vitrei detti smalti in quanto gli smalti sono coprenti e non trasparenti.